# Мост Вздохов (Кембридж)
Мост Вздохов (англ. Bridge of Sighs) — крытый мост через реку Кэм между Третьим и Новым корпусами колледже Святого Иоанна в Кембриджском университете, Кембридж, Англия. Сооружение I класса, то есть сооружение, представляющее особый интерес. Построен в 1831 году в викторианском стиле по проекту архитектора Генри Хатчинсона.
Назван в честь моста Вздохов в Венеции . Одна из главных туристических достопримечательностей Кембриджа. По преданию, королеве Виктории мост нравился больше, чем любое другое место в городе. Другим государственным деятелем, которому нравился мост, был премьер-министр Сингапура Ли Куан Ю. Известны две его фотографии на фоне сооружения, первая 1974 года, во время обучения в Кембриджском университете, и вторая 2000 года.
Согласно городской легенде, именно студенты назвали этот мост «мостиком вздохов», так, как обучению в колледже всегда сопутствовали экзамены, следуя на которые по мосту студенты часто вздыхали. Вероятно, основанием к возникновению легенды послужило то, что крытый мост соединяет Новый и Третий корпуса Колледжа Сент-Джон. Мост вздохов в Венеции связывал уголовные суды и тюрьму, и потому имеет более очевидную причину для подобного названия.
В истории моста есть два эпизода, повествующие о проделках учеников колледжа. Оба раза под мостом они подвешивали автомобиль: в июне 1963 года и в 1968 году. Ни в одном из случаев мост не был поврежден.